# Рыбная паста

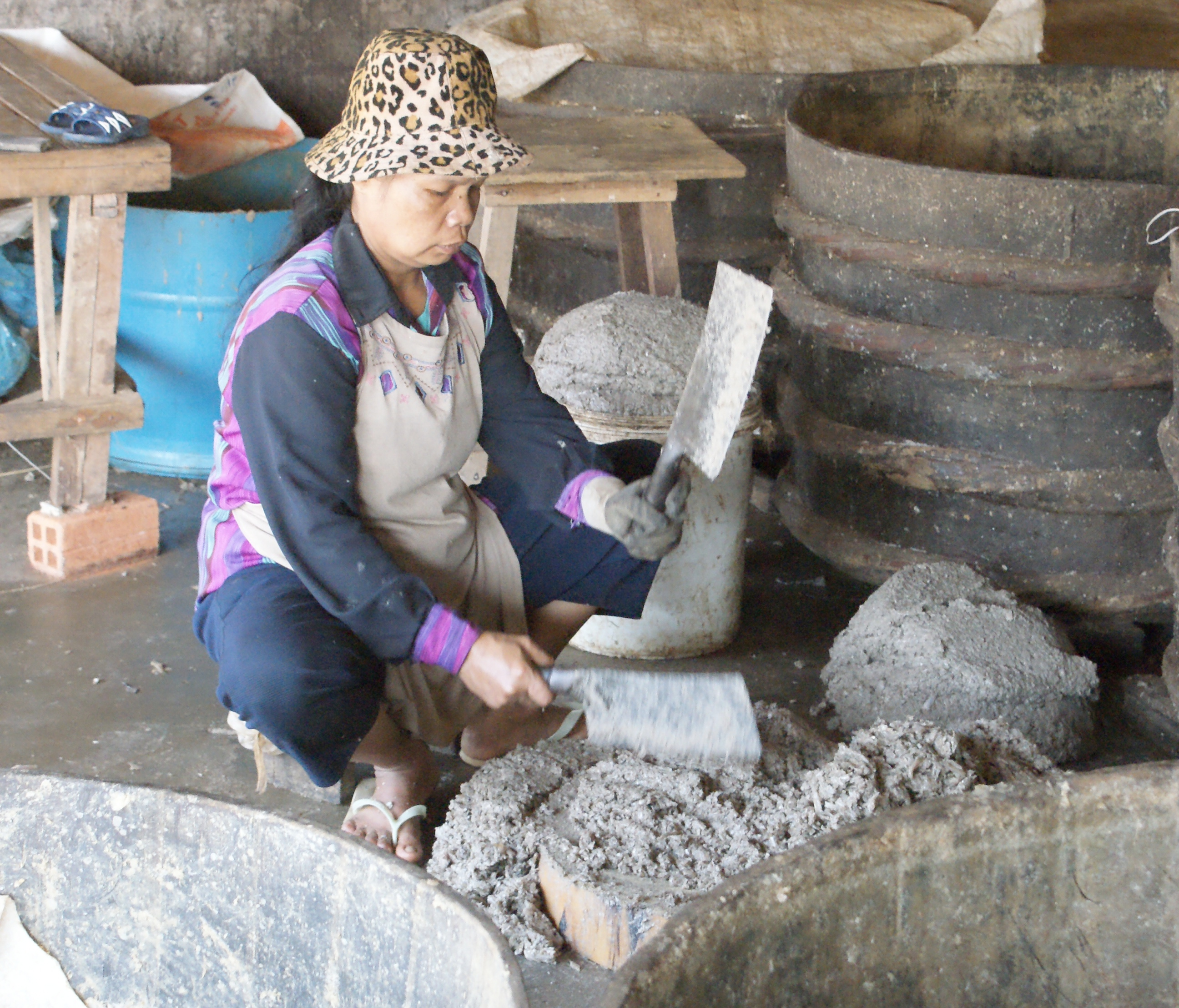
Приготовление рыбной пасты в Камбодже

Рыбная паста — это рыба, которая подверглась химическому разрушению в процессе ферментации до консистенции мягкого сливочного пюре или пасты. В качестве альтернативы это относится к приготовленной рыбе, которая была физически измельчена путем растирания, измельчения, прессования, шинкования, смешивания и/или просеивания, пока она не достигнет консистенции пасты. Этот термин может применяться также к пастам из моллюсков, таким как креветочная паста или крабовая паста.
Рыбная паста используется в качестве вкусовых добавок или приправы для придания аромата пище, или, в некоторых случаях, для дополнения блюда. Как правило, рыбная паста превращается в густой насыщенный концентрат, который обычно готовят в течение длительного времени. Его можно сравнить с рыбным соусом, который похож на рыбную пасту, за исключением того, что он не готовится так долго, представляет собой густую жидкость, а не концентрированную пасту, и может включать приправы и другие ароматизаторы.

## История
«Сохранение морских продуктов имеет большое значение для прибрежной бедноты. Консервированные рыбные продукты обеспечивают достаточное количество белка в периоды низкой ловли. Рыбаки используют свой обильный улов мелкой рыбы для приготовления ферментированной рыбной пасты и копчёной рыбы с помощью членов семьи.»

## Традиционные пасты
| Процесс                | Название           | Изображение | Происхождение                       | Описание |
| ---------------------- | ------------------ | ----------- | ----------------------------------- | --- |
| Ферментированный       | Aligue             |             | Филиппины                           | Ферментированная паста, полученная из солёной икры и aligue (красноватый или оранжевый крабовый «жир») речного плавучего краба или азиатского прибрежного краба (talangka), обжаренных в чесноке и консервированных в масле. Он традиционно продается в бутылках, его можно есть с белым рисом, использовать в качестве приправы или использовать в качестве ингредиента в различных блюдах из морепродуктов. |
| Ферментированный       | Bagoong            |             | Филиппины                           | Класс приправ на Филиппинах, приготовленных из соленой и ферментированной рыбы, криля, креветок или других морепродуктов. Излишки жидкости, полученные в результате процесса, также используются для приготовления рыбного соуса, называемого patís. Также известен под другими названиями в зависимости от используемых ингредиентов. |
| Ферментированный       | Balao-balao        |             | Филиппины                           | Филиппинское блюдо, состоящее из варёного риса и цельных сырых креветок, сброженных с солью и angkak (красным дрожжевым рисом). В зависимости от содержания соли его ферментируют от нескольких дней до нескольких недель. Его можно есть как с рисом, так и использовать в качестве соуса для жареных блюд. |
| Ферментированный       | Гарум              |             | Древняя Греция Древний Рим Византия | Острая паста, приготовленная путем измельчения икры и печени различных рыб, таких как скумбрия, тунец и угорь, а затем ферментации в рассоле. Наибольшей популярности он достиг в римском мире, где был одновременно основным продуктом питания и роскошью для богатых. После того, как жидкий гарум вычерпывался из верхней части смеси, остатки рыбы, называемые allec, использовались беднейшими слоями населения для придания вкуса своей основной каше. Среди богатых самый лучший гарум стоил необычайно дорого. |
| Ферментированный       | Ngapi              |             | Бирма                               | Ngapi, лит. прессованная рыба, — это общий термин для острых паст, приготовленных из рыбы или креветок. Его обычно готовят из ферментированной солёной рыбы или креветок, которые затем сушат на солнце. Нгапи — основной ингредиент нижнебирманской кухни, используемый в качестве приправы и добавки к большинству блюд. Сырой нгапи не предназначен для непосредственного употребления в пищу. |
| Ферментированный       | Padaek             |             | Лаос                                | Изготавливается из маринованной или ферментированной рыбы, подвергшейся вялению. Также известный как Лаосский рыбный соус, это более густой, приправленный рыбный соус, который часто содержит кусочки рыбы в нем. Ферментация занимает много времени, придавая падаеку насыщенный аромат, похожий на изысканные сыры, такие как Эпуас. В отличие от других вариантов рыбного соуса в Юго-Восточной Азии, падаек производится из пресноводной рыбы, из-за отсутствия выхода к морю в регионе, где он возник. |
| Ферментированный       | Petis ikan         |             | Индонезия                           | Паста из солёной тёмной рыбы |
| Ферментированный       | Prahok             |             | Камбоджа                            | Обычно сделанный из измельчённой, солёной и ферментированной илистой рыбы, прахок возник как способ сохранения рыбы в течение долгих месяцев, когда свежей рыбы не было в изобилии. Из-за своей солёности и сильного вкуса он использовался как дополнение ко многим блюдам, таким как супы. Прахок имеет сильный и отчетливый запах, за что и получил прозвище камбоджийского сыра. Прахок обычно едят с рисом в сельской местности или в более бедных регионах. |
| Ферментированный       | Креветочная паста  |             | Юго-Восточная Азия                  | Изготавливается из ферментированных измельчённых креветок, высушенных на солнце и либо нарезанных на прямоугольные блоки размером с кулак, либо продаваемых оптом. Важный ингредиент многих карри и соусов. Креветочную пасту можно найти во многих блюдах Юго-Восточной Азии, часто в качестве ингредиента в соусе из рыбы или овощей. |
| Физически обработанный | Anchovette         |             | Англия                              | Основным ингредиентом является рыбная смесь из сардин, скумбрий и анчоусов в различных пропорциях, остальное — вода, соль и т. д. Он содержит от 82 до 90 процентов рыбы, его едят с теплыми тостами, закусками и бутербродами. Anchovette — это один из продуктов, продаваемых на международном уровне компаниями, независимо работающими под брендом Peck’s. |
| Физически обработанный | Gentleman’s Relish |             | Англия                              | Gentleman’s Relish, разновидность пасты из анчоусов, также известная как Patum Peperium, была создана в 1828 году англичанином по имени Джон Осборн. Он содержит анчоусы (минимум 60 %), сливочное масло, зелень и специи. Сегодня секретный рецепт скрывается от всех, кроме одного сотрудника, лицензированным производителем Elsenham Quality Foods. Традиционно едят тонко намазанными на кусочки намазанных маслом тостов из белого хлеба, либо сами по себе, либо с огурцом, либо с ростками «горчицы». Лососевая паста Шипхэма — еще одна давно зарекомендовавшая себя британская рыбная паста, широко распространены и другие разновидности, в том числе анчоусы, креветки и лосось (на основе копченой сельди). Британские рыбные пасты обычно используются в качестве спреда внутри бутербродов с белым хлебом, которые едят на обед или в составе послеобеденного чая, легкой еды, потребляемой около 3 или 4 часов дня и состоящей из различных четвертей бутербродов, небольших пирожных и булочек, подаваемых с горячим китайским или индийским чаем. Подобные рыбные пасты, в том числе анчоветта, лосось и омар, до сих пор продаются в австралийских супермаркетах и были основным продуктом для школьных обедов детей и сэндвичей, привезенных из дома в 1950-х и 1960-х годах. В Австралии аналогичные смеси на основе мяса с курицей и ветчиной, а также фаршированные (ветчина с перцем) до сих пор производятся компанией Peck’s, которая начала производство в 1904 году. |
| Физически обработанный | Jakoten            |             | Япония                              | Готовят из мелкой белой рыбы, пойманной поблизости, которую измельчают и смешивают в пасту с приправой, а затем жарят. У рыб удаляются головы, внутренности и чешуя. Затем измельчаются оставшиеся части, включая кости. Добавляется приправа, и рыбный фарш растирается в пасту. Затем он формируется в прямоугольные котлеты с помощью деревянной рамы. Котлеты обжаривают несколько минут, пока они не станут коричневатого цвета. Используется в Японии со времен Эдо. |
| Физически обработанный | Камабоко           |             | Япония                              | Изготавливается из протертого белого рыбного пюре, в сочетании с такими добавками, как MSG, превращается в характерные буханки, а затем готовится на пару до полной готовности и твердости. Приготовленные на пару буханки нарезают и подают без подогрева с различными соусами для макания или нарезают и добавляют в горячие супы или блюда из лапши. Обычно продается в виде полуцилиндрических буханок. Некоторые камабоко включают в себя художественные узоры. Красный и белый камабоко обычно подают на праздничных трапезах, так как считается, что красное и белое приносят удачу. Изготавливается с 14 века. |
| Физически обработанный | Pissalat           |             | Франция                             | Название происходит от слова peis salat на языке Niçard, что означает «солёная рыба». Его готовят из пюре из анчоусов, приправленного гвоздикой, тимьяном, лавровым листом и чёрным перцем, смешанным с оливковым маслом. Используется для придания вкуса закускам, рыбе, мясному ассорти и местному фирменному блюду pissaladière. |
| Физически обработанный | Poacher’s Relish   |             | Англия                              | Острый соус, приготовленный с копчёным лососем и лимонной цедрой. Сделано тем же производителем, что и Gentlemen’s Relish, его обычно едят с тостами, крекерами или блинами. |
| Физически обработанный | Pudpod             |             | Филиппины                           | Плоская котлета из толченой рыбы, которую затем коптят. Обычно готовят из анчоусов, но также можно приготовить из более крупной рыбы, такой как тунец или акула. |
| Физически обработанный | Сурими             |             | Япония Китай Восточная Азия         | Буквально фарш. Обычно его готовят из белой рыбы, такой как минтай или хек, измельчают до густой пасты и готовят до тех пор, пока она не станет плотной и твердой. Этот термин также может применяться к аналогичным пищевым продуктам из мяса, таким как курица и свинина. Сурими широко используется в азиатских культурах и доступен во многих формах и фактурах. Сурими — популярный ингредиент в тушеном мясе, супах, жарком и даже во фритюре и его едят в качестве закуски. Его часто обрабатывают, чтобы имитировать текстуру и цвет мяса омаров, крабов и других моллюсков. Самым распространенным продуктом сурими на западном рынке является имитация мяса краба, однако рыбные шарики и рыбные котлеты из сурими также распространены в обычных и азиатских супермаркетах в крупных городах. Процесс приготовления сурими был разработан во многих регионах Восточной Азии на протяжении нескольких столетий, хотя точная история и происхождение этого продукта неясны. В Китае из этой пищи делали рыбные шарики и как ингредиенты густого супа под названием Geng. В Японии из него делают камабоко, рыбную колбасу, или вяленые продукты сурими. В настоящее время 2-3 миллиона тонн рыбы, что составляет 2-3 процента мировых запасов рыбы, используется для производства сурими и продуктов на основе сурими, часто несортированных при прилове. |